# Метод скінченних об'ємів
Метод скінченних об'ємів (МСО) — це чисельний метод інтегрування систем диференціальних рівнянь з частинними похідними. Аналогічно до методів скінченних різниць і скінченних елементів, використовується сітка. Під скінченним об'ємом мається на увазі невеликий об'єм навколо кожної вузлової точки сітки. У цьому методі інтеграли об'єму, які містять вирази з дивергенцією, перетворюються у поверхневі інтеграли за допомогою формули Остроградського. Потім ці вирази оцінюються як поверхневі потоки кожного скінченного об'єму. Оскільки потік, який входить у даний об'єм, є ідентичним до потоку, який виходить із суміжного об'єму, то ці методи є консервативними. Іншою перевагою МСО є те, що він легко формулюється для неструктурованої сітки.
Цей метод використовується в обчислювальній гідродинаміці при моделюванні задач.

## Приклад для одновимірного випадку
Розглянемо просту задачу адвекції
{\displaystyle \quad (1)\qquad \qquad {\frac {\partial \rho }{\partial t}}+{\frac {\partial f}{\partial x}}=0,\quad t\geq 0,}
де {\displaystyle \rho =\rho (x,t)} — змінна стану, а {\displaystyle f=f(\rho (x,t))} — постійний рух або потік.
Умовно, якщо функція f додатна, то потік рухається праворуч, якщо від'ємна — ліворуч. Нехай рівняння (1) відображає поточне середовище у постійній області, тоді цю область x можна розділити на скінченні об'єми або комірки, i — індекси комірок. Для конкретної комірки i середнє значення об'єму обчислюється як:
{\displaystyle \quad (2)\qquad \qquad {\bar {\rho }}_{i}(t_{1})={\frac {1}{x_{i+{\frac {1}{2}}}-x_{i-{\frac {1}{2}}}}}\int _{x_{i-{\frac {1}{2}}}}^{x_{i+{\frac {1}{2}}}}\rho (x,t_{1})dx},
при {\displaystyle t=t_{2}}
{\displaystyle \quad (3)\qquad \qquad {\bar {\rho }}_{i}(t_{2})={\frac {1}{x_{i+{\frac {1}{2}}}-x_{i-{\frac {1}{2}}}}}\int _{x_{i-{\frac {1}{2}}}}^{x_{i+{\frac {1}{2}}}}\rho (x,t_{2})dx},
де {\displaystyle x_{i-{\frac {1}{2}}}} та {\displaystyle x_{i+{\frac {1}{2}}}}.
Проінтегрувавши рівняння (1), отримаємо:
{\displaystyle \quad (4)\qquad \qquad \rho (x,t_{2})=\rho (x,t_{1})-\int _{t_{1}}^{t_{2}}f_{x}(x,t)dt},
де {\displaystyle f_{x}={\frac {\partial f}{\partial x}}}.
Для отримання середнього значення об'єму {\displaystyle \rho (x,t)} при {\displaystyle t=t_{2}} потрібно проінтегрувати {\displaystyle \rho (x,t_{2})} по об'єму комірки, {\displaystyle [x_{i-{\frac {1}{2}}},x_{i+{\frac {1}{2}}}]}, та поділити результат на {\displaystyle \Delta x_{i}=x_{i+{\frac {1}{2}}}-x_{i-{\frac {1}{2}}}}.
{\displaystyle \quad (5)\qquad \qquad {\bar {\rho }}_{i}(t_{2})={\frac {1}{\Delta x_{i}}}\int _{x_{i-{\frac {1}{2}}}}^{x_{i+{\frac {1}{2}}}}\{\rho (x,t_{1})-\int _{t_{1}}^{t_{2}}f_{x}(x,t)dt\}dx}.
Припускається, що f добре поводиться, і що можна обернути порядок інтегрування. Також варто нагадати, що потік (англ. flow) перпендикулярний до одиниці площі комірки. Тепер, оскільки в одному вимірюванні {\displaystyle f_{x}\triangleq \nabla \cdot f}, то можна застосувати формулу Остроградського, тобто {\displaystyle \oint _{v}\nabla \cdot fdv=\oint _{S}fdS}, і замінити об'ємний інтеграл дивергенції значеннями {\displaystyle f(x)}, обчисленими на поверхні комірки (грані {\displaystyle x_{i-{\frac {1}{2}}}} і {\displaystyle x_{i+{\frac {1}{2}}}}) скінченного об'єму наступним чином:
{\displaystyle \quad (6)\qquad \qquad {\bar {\rho }}_{i}(t_{2})={\bar {\rho }}_{i}(t_{1})-{\frac {1}{\Delta x_{i}}}(\int _{t_{1}}^{t_{2}}f_{i+{\frac {1}{2}}}dt-\int _{t_{1}}^{t_{2}}f_{i-{\frac {1}{2}}}dt)},
де {\displaystyle f_{i\pm {\frac {1}{2}}}=f(x_{i\pm {\frac {1}{2}}},t)}.
Таким чином отримуємо напівдискретну числову схему для задачі з i-тими комірками та крайовими їх потоками {\displaystyle i\pm {\frac {1}{2}}}. Після диференціювання (6) отримуємо:
{\displaystyle \quad (7)\qquad \qquad {\frac {d{\bar {\rho }}_{i}}{dt}}+{\frac {1}{\Delta x_{i}}}[f_{i+{\frac {1}{2}}}-f_{i-{\frac {1}{2}}}]=0},
де значення крайових потоків {\displaystyle f_{i\pm {\frac {1}{2}}}} можуть бути знайдені за допомогою інтерполяції або екстраполяції середніх значень комірок. Формула (7) є точною для середнього значення об'єму.
Також цей метод є застосовним у двовимірному випадку.

## Загальний закон збереження
Розглянемо задачу загального закону збереження, подану у вигляді диференціального рівняння з частинними похідними:
{\displaystyle \quad (8)\qquad \qquad {{\partial {\mathbf {u} }} \over {\partial t}}+\nabla \cdot {\mathbf {f} }({\mathbf {u} })={\mathbf {0} }},
де {\displaystyle {\mathbf {u} }} — вектор стану, а {\displaystyle \mathbf {f} } — тензор потоку. Так само ділимо область на скінченні об'єми або комірки. Для конкретної i-тої комірки беремо інтеграл об'єму по всьому об'єму комірки {\displaystyle v_{i}}:
{\displaystyle \quad (9)\qquad \qquad \int _{v_{i}}{{\partial {\mathbf {u} }} \over {\partial t}}dv+\int _{v_{i}}\nabla \cdot {\mathbf {f} }({\mathbf {u} })dv={\mathbf {0} }}.
Проінтегрувавши першу складову для отримання середнього значення об'єму та застосувавши формулу Остроградського до другої складової формули, отримаємо
{\displaystyle \quad (10)\qquad \qquad v_{i}{{d{\mathbf {\bar {u}} }_{i}} \over {dt}}+\oint _{S_{i}}{\mathbf {f} }({\mathbf {u} })\cdot {\mathbf {n} }dS={\mathbf {0} }},
де {\displaystyle S_{i}} — площа поверхні комірки, а {\displaystyle {\mathbf {n} }} — вектор нормалі. Зрештою можна отримати загальний результат, еквівалентний (8):
{\displaystyle \quad (11)\qquad \qquad {{d{\mathbf {\bar {u}} }_{i}} \over {dt}}+{{1} \over {v_{i}}}\oint _{S_{i}}{\mathbf {f} }({\mathbf {u} })\cdot {\mathbf {n} }dS={\mathbf {0} }}.
Значення крайових потоків можуть бути знайдені за допомогою інтерполяції або екстраполяції. Фактично, чисельна схема залежить від принципу побудови сітки.
Консервативність схеми скінченних об'ємів полягає в тому, що середнє значення комірок змінюється через крайові потоки. Іншими словами, втрата однієї комірки призводить до створення нової.